# Klosterbuch

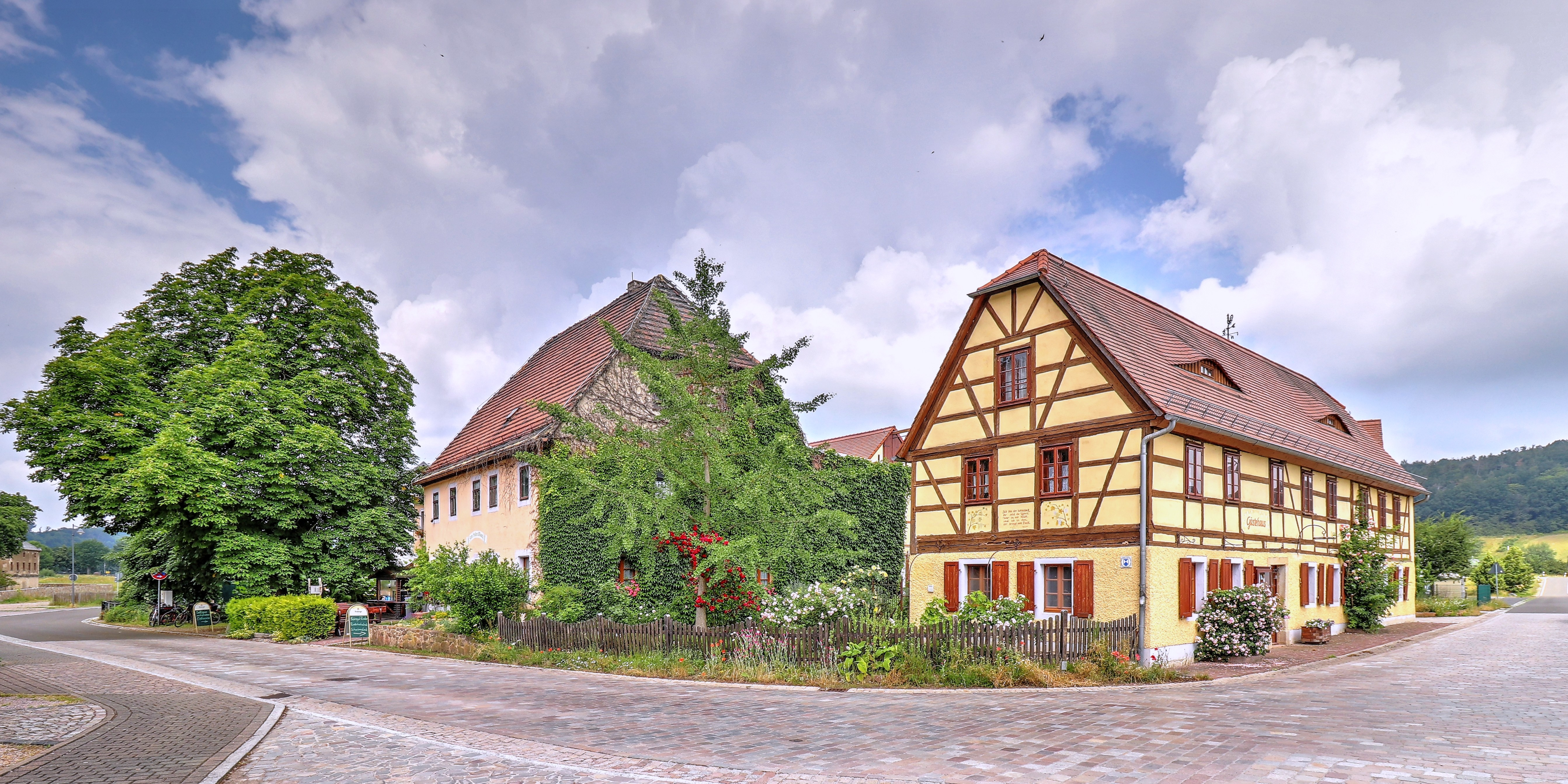
Gaststätte „Zum frohen Mönch“ (links, Klosterbuch Nr. 23) und Gästehaus

Klosterbuch ist ein Ortsteil der Stadt Leisnig im Landkreis Mittelsachsen. 1964 hatte der damals eigenständige Ort mit den Ortsteilen Scheergrund, Paudritzsch und Tautendorf (Schäferei) 312 Einwohner. 1965 wurde er nach Leisnig eingemeindet.

## Geographie

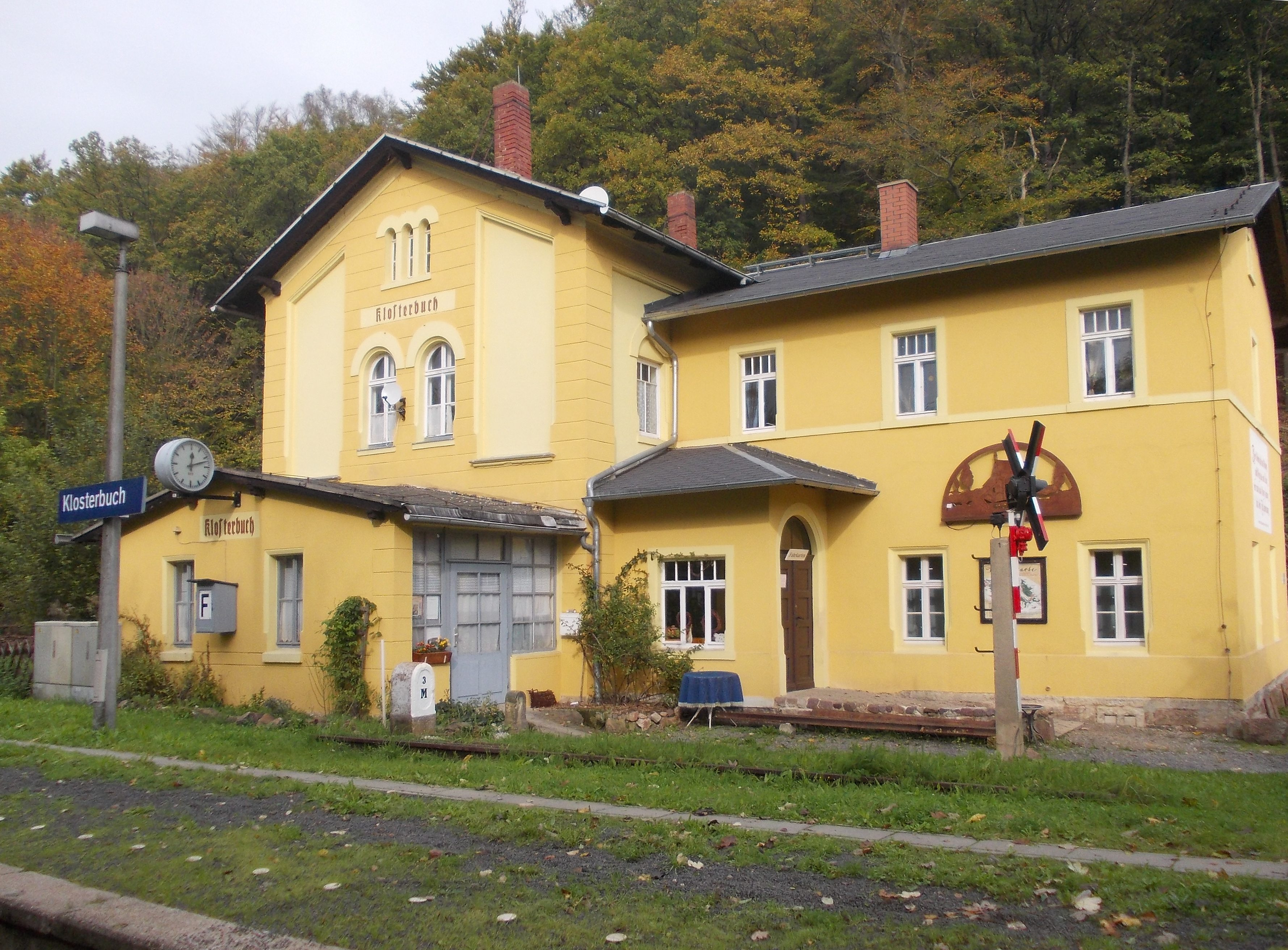
Haltepunkt Klosterbuch, Empfangsgebäude

### Geographische Lage und Verkehr
Klosterbuch befindet sich im südöstlichen Teil des heutigen Stadtgebiets von Leisnig am Nordufer der Freiberger Mulde, welche in diesem Bereich auch die Flurgrenze zum Gebiet der Stadt Hartha bildet. Das für den Ort namensgebende Kloster Buch befindet sich in einem Muldenbogen, die Siedlung Klosterbuch schließt sich im Nordwesten an das Klostergelände an.
Durch Klosterbuch führt die Kreisstraße K 7515, welche westlich des Orts über die Muldebrücke Klosterbuch die Freiberger Mulde überquert. Der Haltepunkt Klosterbuch an der Bahnstrecke Borsdorf–Coswig befindet sich ca. 2 Kilometer in östliche Richtung vom Ort entfernt.

### Nachbarorte
| Altenhof    |                                             | Eichardt                    |
| Paudritzsch | Kompassrose, die auf Nachbargemeinden zeigt | Kleinweitzschen             |
|             | Wendishain                                  | Scheergrund, Großweitzschen |

## Geschichte
Klosterbuch entstand nach 1525 aus Gebäuden des säkularisierten Klosters Buch. Die Existenz eines Wirtschaftshofes unmittelbar neben dem Kloster ist unsicher. Die Klostergüter in der Umgebung des Klosters kamen unter kurfürstliche Verwaltung. 1547 kam alles zum albertinischen Sachsen. Auch hier wechselten sich kurfürstliche Räte in der Verwaltung ab, bis es 1567 als amtssässiges Rittergut an den kurfürstlichen Rat Johann von Zeschau verkauft wurde.
Die Herren von Zeschau nahmen entsprechende Umbauten vor und errichteten wohl um 1600 aus den Überresten des Chores der Klosterkirche eine Gutskapelle, denn ihre zuständige Kirche war Altenhof.
Durch den Dreißigjährigen Krieg war das Rittergut so heruntergekommen, dass es 1663 versteigert wurde und an die Landesschule Grimma kam. 1678 erfolgte die erneute Weihe der Gutskapelle durch den Leisniger Superintendenten.
1836 ging nach der Gemeindereform von 1830 der Besitz an den sächsischen Staat über und wurde von Pächtern verwaltet.